# Division 1 2021-2022 (pallamano maschile)
La Division 1 2021-2022, nota come LIQUI MOLY Starligue 2021-2022 per motivi di sponsorizzazione, è stata la 70ª edizione del Campionato francese di pallamano maschile.

## Formula
Il campionato si svolge tra 16 squadre che si affrontano con la formula del girone unico all'italiana con partite di andata e ritorno.
Per ogni incontro i punti assegnati in classifica sono così determinati:
- due punti per la squadra che vinca l'incontro;
- un punto per il pareggio;
- zero punti per la squadra che perda l'incontro.

### Squadre partecipanti
Partecipano 16 squadre da tutta la Francia.
| Squadra                         | Città           | Arena                                                   | Capacità    | Stagione precedente |
| ------------------------------- | --------------- | ------------------------------------------------------- | ----------- | ------------------- |
| Cesson-Rennes Métropole HB      | Rennes          | Glaz Arena                                              | 4,500       | 14º posto           |
| C' Chartres Métropole handball  | Chartres        | Halle Jean-Cochet                                       | 1,200       | 11º posto           |
| Chambéry                        | Chambéry        | Le Phare                                                | 4,400       | 7º posto            |
| Union Sportive Créteil Handball | Créteil         | Palais des sports Robert-Oubron                         | 2,398       | 12º posto           |
| Dunkerque                       | Dunkerque       | Stade des Flandres                                      | 2,400       | 10º posto           |
| Grand Nancy                     | Nancy           | Palais des sports Jean-Weille                           | 6043        | 2º posto in D2      |
| Istres Provence Handball        | Istres          | Halle polyvalente                                       | 2,000       | 13º posto           |
| Limoges                         | Limoges         | Salle enri-Normand                                      | 1,168       | 9º posto            |
| Montpellier                     | Montpellier     | Palais des sports René-Bougnol Sud de France Arena      | 3,000 8,000 | 2º posto            |
| Nantes                          | Nantes          | Palais des Sports de Beaulieu Halle XXL de la Beaujoire | 5,000 9,000 | 3º posto            |
| USAM Nîmes                      | Nîmes           | Le Parnasse                                             | 3,391       | 5º posto            |
| Pays d'Aix Université Club      | Aix-en-Provence | Complexe sportif du Val de l'Arc Arena du Pays d'Aix    | 1,650 6,004 | 4º posto            |
| Paris Saint-Germain             | Parigi          | Stade Pierre de Coubertin Halle Georges Carpentier      | 3,402 4,300 | Vincitore           |
| Saint Raphaël                   | Saint-Raphaël   | Palais des sports J-F Krakowski                         | 2,000       | 8º posto            |
| Saran                           | Saran           | Halle du Bois Joly                                      | 950         | 1º posto in D2      |
| Fenix Toulouse                  | Tolosa          | Palais des Sports André Brouat                          | 4,200       | 6º posto            |

### Classifica
| Pos | Squadra             | G  | V  | N | P  | GF   | GS  | DG   | Pt | Qualificazione o retrocessione |
| --- | ------------------- | -- | -- | - | -- | ---- | --- | ---- | -- | ------------------------------ |
| 1   | Paris Saint-Germain | 30 | 30 | 0 | 0  | 1103 | 871 | +232 | 60 | Champions League               |
| 2   | HBC Nantes          | 30 | 24 | 1 | 5  | 965  | 818 | +147 | 49 | European Cup                   |
| 3   | Aix                 | 30 | 21 | 2 | 7  | 900  | 840 | +60  | 44 | European Cup                   |
| 4   | Montpellier         | 30 | 20 | 1 | 9  | 935  | 859 | +76  | 41 | European Cup                   |
| 5   | Chambéry            | 30 | 19 | 1 | 10 | 909  | 855 | +54  | 39 | European Cup                   |
| 6   | USAM Nîmes          | 30 | 16 | 4 | 10 | 903  | 880 | +23  | 36 |                                |
| 7   | Toulouse            | 30 | 14 | 4 | 12 | 875  | 891 | −16  | 32 |                                |
| 8   | Saint Raphaël       | 30 | 14 | 3 | 13 | 910  | 910 | 0    | 31 |                                |
| 9   | Cesson-Rennes       | 30 | 12 | 3 | 15 | 817  | 855 | −38  | 27 |                                |
| 10  | Chartres MHB        | 30 | 10 | 2 | 18 | 889  | 947 | −58  | 22 |                                |
| 11  | Créteil             | 30 | 9  | 3 | 18 | 893  | 932 | −39  | 21 |                                |
| 12  | Dunkerque           | 30 | 10 | 0 | 20 | 791  | 860 | −69  | 20 |                                |
| 13  | Limoges             | 30 | 8  | 2 | 20 | 885  | 952 | −67  | 18 |                                |
| 14  | Istres              | 30 | 6  | 5 | 19 | 839  | 922 | −83  | 17 |                                |
| 15  | Saran               | 30 | 6  | 0 | 24 | 793  | 905 | −112 | 12 | Retrocessione                  |
| 16  | Grand Nancy         | 30 | 5  | 1 | 24 | 832  | 941 | −109 | 11 | Retrocessione                  |